# Pierre Thomas (journaliste)
Pour les articles homonymes, voir Thomas et Pierre Thomas.
 (février 2021).
Si vous disposez d'ouvrages ou d'articles de référence ou si vous connaissez des sites web de qualité traitant du thème abordé ici, merci de compléter l'article en donnant les références utiles à sa vérifiabilité et en les liant à la section « Notes et références ».
 (février 2021).
Pierre Thomas, né le 23 novembre 1954 à Lausanne, est un journaliste indépendant suisse.

## Biographie
Après une carrière de journaliste généraliste (correspondant dans le canton de Fribourg, chef d'édition à L’Impartial, à L'Illustré, à dimanche.ch, et rédacteur en chef du Quotidien de La Côte), il se spécialise dans la gastronomie et les vins. Il collabore alors à plusieurs guides gastronomiques suisses tels que GaultMillau ou Le Coup de Fourchette, ainsi qu'à de nombreux journaux et magazines suisses sur le vin, la gastronomie et le tourisme. Il est également dégustateur, dans des jurys régionaux (label Terravin), nationaux (Grand Prix du Vin Suisse) ou internationaux (Concours Mondial de Bruxelles, participation à 25 éditions).
Il remporte plusieurs prix, dont celui du Champagne Lanson en 2001 (meilleur article de presse non spécialisée pour un reportage sur les vins de vendange tardive suisses, paru dans dimanche.ch) et 2003 (meilleur article de journal suisse pour un reportage sur les vins en Roumanie, paru dans Terre & Nature). Son Guide des Vignerons de Suisse romande remporte le Prix spécial du jury du château de Chatagneréaz en 2000. L'album Vignobles suisses, publié avec des photographies de Régis Colombo, obtient successivement le prix « Monographie et études spécialisées à caractère promotionnel » de l'OIV (Organisation internationale de la vigne et du vin) en 2004 et le Prix Edmond de Rothschild, pour « un ouvrage sur le vin édité en Suisse », première volée en 2006.
Inscrit au registre professionnel (RP) depuis octobre 1975, il est engagé dans la défense professionnelle des journalistes suisses et il a été membre de plusieurs sections des journalistes romands. Élu au comité central (national) d'impressum-les journalistes suisses en mai 2007, il est réélu en 2009 et en 2011, et renonce à son mandat en 2013. Vice-président d'impressum-vaud dès 2005, puis président de mars 2009 à mars 2011.
Jusqu'à fin 2024, il a collaboré régulièrement à l'hebdomadaire Hôtellerie & Gastronomie, au magazine encore! et au magazine Le Guillon, titres de la presse suisse, et auparavant au magazine canadien (québécois) Vins et Vignobles. Ses archives en lignes sont consultables sur son site personnel, https://thomasvino.ch

## Publications
- Guide des Vignerons de Suisse romande, 24 Heures, 1998, 220 p..
- Le Coup de Fourchette, 24 Heures, 1998–1999.
- Vignobles suisses  (ill. Régis Colombo), Lausanne/Paris, Pierre-Marcel Favre, 2003, 224 p. (ISBN 2-8289-0748-1).
- ABC, NK éditions (hors commerce), 2006, 80 p..
- Le vin pratique, Tout Compte Fait, 2012, 132 p. (ISBN 978-3-909676-45-3).
- 111 vins suisses à ne pas manquer, emons:, novembre 2021, 250 p.  (ISBN 978-3-7408-1291-1).
- Version en allemand « 111 schweizer Weine die man getrunken haben muss », emons:, 250 p.  (ISBN 978-3-7408-1301-7).

- « 111 lieux à Lausanne à ne pas manquer », emons:, p. 250, avec Uli Doepper, Michel Zendali et Martine Dutruit (photo),  (ISBN 978-3-7408-1561-5)